# Bild-Pokal
Bild-Pokal, även kallat Grosser Preis von Bild, är ett travlopp för 5–10-åriga varmblodiga travhästar som körs på GelsenTrabPark i Gelsenkirchen sedan 1959. Loppet körs sedan 2015 över 2 000 meter, men har oftast körts över 1 600 meter med autostart. Loppet var ett Grupp 1-lopp ända fram till 2001, då det degraderades till ett Grupp 2-lopp. 2002 tappade loppet dess gruppstatus. Förstapris idag är idag 10 000 euro.
Bland segrarna i loppet, finns bland annat Pershing, Napoletano, Orlando Jet och Freiherr As.

## Segrare
| År   | Häst              | Kusk               | Tid               |
| ---- | ----------------- | ------------------ | ----------------- |
| 2020 | Inget lopp kördes | Inget lopp kördes  | Inget lopp kördes |
| 2019 | Gustafson         | Rick Ebbinge       | 1.13,8a           |
| 2018 | Orlando Jet       | Rudolf Haller      | 1.13,5a           |
| 2017 | Cash Hanover      | Michael Nimczyk    | 1.12,5a           |
| 2016 | Regio             | Robin Bakker       | 1.13,6a           |
| 2015 | King of the World | Michael Nimczyk    | 1.14,0a           |
| 2014 | Top of the Rocks  | Gerhard Biendl     | 1.13,3a           |
| 2013 | Top of the Rocks  | Gerhard Biendl     | 1.11,7a           |
| 2012 | Yesterday         | Stefan Schoonhoven | 1.12,7a           |
| 2011 | Armstrong As      | Rick Wester        | 1.12,6a           |
| 2010 | Max de Guez       | Roland Hülskath    | 1.12,3a           |
| 2009 | Gustav Diamant    | Gerhard Biendl     | 1.12,7a           |
| 2008 | Gustav Diamant    | Gerhard Biendl     | 1.13,2a           |
| 2007 | Inget lopp kördes | Inget lopp kördes  | Inget lopp kördes |
| 2006 | Likable River     | Wilhelm Paal       | 1.13,2a           |
| 2005 | Cosmic Ride       | Gerhard Biendl     | 1.11,4a           |
| 2004 | Winter Way        | Klaus Horn         | 1.12,3a           |
| 2003 | Castleton Classic | Helmut Biendl      | 1.12,2a           |
| 2002 | Freiherr As       | Thomas Panschow    | 1.12,0a           |
| 2001 | Shellcracker      | Peter J. Strooper  | 1.12,0a           |
| 2000 | Shellcracker      | Peter J. Strooper  | 1.11,7a           |